# Мари (Ајова)
Мари (енгл. Murray) град је у америчкој савезној држави Ајова. По попису становништва из 2010. у њему је живело 756 становника.

## Демографија
Према попису становништва из 2010. у граду је живело 756 становника, што је -10 (-1.3%) становника више него 2000. године.
| Група             | 2000.       | 2010.       |
| Белци             | 745 (97,3%) | 730 (96,6%) |
| Афроамериканци    | 5 (0,7%)    | 4 (0,5%)    |
| Азијати           | 1 (0,1%)    | 0 (0,0%)    |
| Хиспаноамериканци | 10 (1,3%)   | 22 (2,9%)   |
| Укупно            | 766         | 756         |